# César Sampaio
Carlos César Sampaio Campos (São Paulo, 31. ožujka 1968.) je bivši brazilski nogometaš i nacionalni reprezentativac. Danas radi kao sportski direktor u svojem nekadašnjem klubu Palmeirasu.

## Karijera

### Igračka karijera
César Sampaio je većinu svoje igračke karijere proveo u Brazilu uz kraća razdoblja provedena u Japanu i Španjolskoj. Jedan je od svega nekoliko igrača koji su igrali u sva četiri najveća kluba iz São Paula (Santos, Palmeiras, Corinthians i São Paulo) te se smatra jednim od najvećih nogometaša u povijesti Palmeirasa. S tim klubom je osvojio po dva brazilska prvenstva i prvenstva države São Paulo te jedan brazilski kup i Copa Libertadores.
U Japanu je proveo tri sezone igrajući za Yokohamu Flügels te je i s njome ostvario uspjehe slične onima u Palmeirasu. Tako je Yokohama 1995. postala pobjednicom azijskog Kupa pobjednika kupova i kontinentalnog Superkupa.
Nakon toga César Sampaio se vraća u Palmeiras da bi sezonu 2000./01. proveo u španjolskom Deportivu iz La Coruñe s kojim je 2000. osvojio španjolski Superkup.
Sportsku karijeru je prekinuo 2004. godine ali se 2006. provremeno povukao iz igračke mirovine zaigravši kratko u indonežanskom Persma Manadu.

### Reprezentativna karijera
Sampaio je za Seleção igrao punih deset godina (1990. – 2000.). U tom razdoblju je osvojio Copu Américu i Kup konfederacija dok je 1998. s Brazilom igrao u finalu Svjetskog prvenstva u Francuskoj.

#### Pogodci za reprezentaciju
| #  | Datum              | Mjesto                                  | Protivnik         | Pogodak | Rezultat | Natjecanje            |
| -- | ------------------ | --------------------------------------- | ----------------- | ------- | -------- | --------------------- |
| 1. | 9. kolovoza 1995.  | Tokio, Japan                            | Japan             | 1 : 4   | 1 : 5    | Prijateljska utakmica |
| 2. | 12. prosinca 1997. | Riyad, Saudijska Arabija                | Saudijska Arabija | 0 : 1   | 0 : 3    | Kup konfederacija 99' |
| 3. | 26. ožujka 1998.   | Stuttgart, Njemačka                     | Njemačka          | 0 : 1   | 1 : 2    | Prijateljska utakmica |
| 4. | 10. lipnja 1998.   | Stade de France, Saint-Denis, Francuska | Škotska           | 1 : 0   | 2 : 1    | SP u Francuskoj 98'   |
| 5. | 27. lipnja 1998.   | Park prinčeva, Pariz, Francuska         | Čile              | 1 : 0   | 4 : 1    | SP u Francuskoj 98'   |
| 6. | 27. lipnja 1998.   | Park prinčeva, Pariz, Francuska         | Čile              | 2 : 0   | 4 : 1    | SP u Francuskoj 98'   |

### Trenerska karijera
César Sampaio od studenog 2011. radi kao sportski direktor u Palmeirasu, ali je izrazio želju za trenerskim poslom.

## Osvojeni trofeji

### Klupski trofeji
| Klub                | Trofej                        | Godina |
| Brazil              | Brazil                        | Brazil |
| ------------------- | ----------------------------- | ------ |
| Palmeiras           | Brazilsko prvenstvo           | 1993.  |
| Palmeiras           | Prvenstvo države São Paulo    | 1993.  |
| Palmeiras           | Turnir Rio – São Paulo        | 1993.  |
| Palmeiras           | Brazilsko prvenstvo           | 1994.  |
| Palmeiras           | Prvenstvo države São Paulo    | 1994.  |
| Japan               |                               |        |
| Yokohama Flügels    | Azijski Kup pobjednika kupova | 1995.  |
| Yokohama Flügels    | Azijski Superkup              | 1995.  |
| Brazil              |                               |        |
| Palmeiras           | Brazilski kup                 | 1998.  |
| Palmeiras           | Mercosul kup                  | 1998.  |
| Palmeiras           | Copa Libertadores             | 1999.  |
| Palmeiras           | Turnir Rio – São Paulo        | 2000.  |
| Španjolska          |                               |        |
| Deportivo la Coruña | Španjolski Superkup           | 2000.  |
| Brazil              |                               |        |
| Corinthians         | Prvenstvo države São Paulo    | 2001.  |

### Reprezentativni trofeji
| Turnir                          | Trofej | Godina |
| ------------------------------- | ------ | ------ |
| Copa América                    | Srebro | 1995.  |
| Copa América                    | Zlato  | 1997.  |
| Kup konfederacija               | Zlato  | 1997.  |
| Svjetsko prvenstvo u Francuskoj | Srebro | 1998.  |

### Individualni trofeji
| Trofej       | Godina |
| ------------ | ------ |
| Bola de Ouro | 1990.  |
| Bola de Ouro | 1993.  |

## Vanjske poveznice
- Sambafoot.com
- National Football Teams.com
- FIFA.com  Arhivirana inačica izvorne stranice od 9. svibnja 2008. (Wayback Machine)